# Don Procopio
Pour les articles homonymes, voir Procopio.

Don Procopio, GB 3 ou WD 5, est un opéra bouffe en deux actes de Georges Bizet sur un livret de Carlo Cambiaggio, écrit en 1858 et créé en 1906 à Monte-Carlo.

## Historique
L'opéra est composé à Rome entre juin 1858 et mars 1859 alors que le compositeur, âge de dix-neuf ans, est en résidence à la Villa Médicis. Le livret, italien à l'origine, est écrit par le chanteur basse et impresario Carlo Cambiaggio et est traduit en français par Paul Collin et Paul Bérel. L'histoire s'inspire de l'opéra Don Pasquale de Gaetano Donizetti, dont Georges Bizet cherche à se faire remarquer auprès.
Il est finalement créé, après la mort du compositeur, le 3 mars 1906 dans la Salle Garnier à Monte-Carlo, sous la direction du chef d'orchestre et compositeur français Léon Jehin. L'ouvrage est alors adapté et révisé par Paul de Choudens et Charles Malherbe.
L'ouvrage est redécouvert en 1958 à Strasbourg et dirigé par Ernest Bour, dans la version originelle de l'opéra, sans les révisions de Charles Malherbe.

## Distribution
| Rôle                                       | Voix    | Première 10 mars 1906 (chef d'orchestre : Léon Jehin) |
| ------------------------------------------ | ------- | ----------------------------------------------------- |
| Don Procopio, vieil avare                  | basse   | Jean Périer                                           |
| Bettina                                    | soprano | Angèle Pornot                                         |
| Don Odoardo, officier, amoureux de Bettina | ténor   | Charles Rousselière                                   |
| Don Ernesto, frère de Bettina              | baryton | Maximilien-Nicolas Bouvet                             |
| Don Andronico, oncle de Bettina            | baryton | Victor Chalmin                                        |
| Donna Eufemia, femme de Don Andronico      | soprano | Jane Morlet                                           |
| Pasquino, serveur de Don Andronico         | baryton | Paolo Ananian                                         |

## Résumé
Dans la campagne italienne, Don Andronico offre au vieux Don Procopio d’épouser sa nièce Bettina. Mais celle-ci se réserve à l’officier Don Odoardo et projette avec la complicité de son frère Don Ernesto de duper le vieillard. Alors que Bettina liste à grands frais ses futurs projets d’épouse, Don Procopio, inquiet pour sa fortune, se désengage.

## Argument
La scène se passe dans la maison de campagne de Don Andronico, vers 1800, en Italie.

## Discographie
- Lucien Lovano, Joseph Peyron, Gaston Rey, Charles Clavensy, André Basquin, Nadine Renaux, Chœur et orchestre Radio Lyrique de Paris, direction Eugène Bigot. 1 CD Dom Malibran - Music 2005 (enregistrement de 1948)
- Alfonso Antoniozzi, Don Procopio, Juan Luque Carmona, Don Leonardo, Rias  Jungendorchester - Berlin, Coro Simbolo Ensemble, Direttore Sandro Sanna. 1 CD Bongiovani 2014 (enregistrement live, le 25 juillet 1986)
- Jules Bastin, Don Procopio, Alain Vanzo, Odoardo, Mady Mesplé, Bettina, Robert Massard, Ernesto, Ernest Blanc, Don Andronico, Liliane Berton, Donna Eufemia, Chœur et Orchestre Radio Lyrique, direction Bruno Amaducci. 1 CD Le Chant du Monde 1990
- Pierre-Yves Pruvot, Gabriela Kaminska, Iwona Kowalkowska, Olivier Heute, Wojciech Parchelm, Witold Zoladkiewicz, Bogdan Sliwa, Orchestra & Chorus of the Warsaw Chamber opera, dir. Didier Talpain. 1 CD Dynamic 2003.

## Représentations
- 1958, Théâtre municipal de Strasbourg, dirigé par Ernest Bour.
- 2016, Firmament à Firminy, dirigé par François Bernard et mis en scène par Denis Mignien avec La Cappella Forensis[4].

## Source
- Harold Rosenthal, John Warrack, Guide de l'opéra, Fayard, 1986, p.225.